# Julia Deutsch
Julia Deutsch (* 1994 in Wien) ist eine österreichische Politikerin der NEOS. Seit dem 10. Juni 2025 ist sie ein vom Wiener Landtag entsandtes Mitglied des Bundesrates.

## Ausbildung und Beruf
Sie besuchte von 2004 bis 2012 das Gymnasium St. Ursula. Von 2012 bis 2018 studierte sie Rechtswissenschaften an der Universität Wien. Nach dessen erfolgreichem Abschluss absolviert sie seit 2018 an der Medizinischen Universität Wien das Diplomstudium Humanmedizin.
Von 2019 bis 2022 war sie persönliche Referentin von Christoph Wiederkehr, zuerst als Klubobmann der NEOS im Wiener Landtag, dann als Vizebürgermeister der Stadt Wien. Von April 2025 bis Juni 2025 war sie parlamentarische Mitarbeiterin der Abgeordneten zum Nationalrat Ines Holzegger.

## Politik
Von November 2019 bis November 2022 war sie Generalsekretärin der JUNOS. Zuvor war sie von Juni 2018 bis Juni 2019 als Geschäftsführerin der JUNOS Studierende tätig. Seit Dezember 2020 ist sie Bezirksrätin in Wien-Neubau. Im August 2022 übernahm sie den Vorsitz des Bezirksklubs der NEOS in Wien-Neubau, seit November 2023 ist sie Bezirkssprecherin der NEOS in diesem Bezirk.